# Раквереский театр
Ра́квереский театр (эст. Rakvere teater) — профессиональный театр, находящийся в эстонском городе Раквере (уезд Ляэне-Вирумаа) и основанный в 1921 году.

## Из истории театра
Городской театр в Раквере появился в 1921 году, а его нынешнее здание (архитектор — Иоганн Острат) было официально открыто 24 февраля 1940 года, в 22-ю годовщину независимости Эстонии, постановкой пьесы Аугуста Кицберга «В вихре ветров».
Действующий художественный руководитель театра — Юллар Сааремяэ, директором учреждения является Йонас Тарту. По состоянию на 2019 год, в труппе театра насчитывается 21 актёр (11 мужчин и 10 женщин).
Раквере считается наименьшим городом в Европе, в котором имеется свой собственный профессиональный театр.
Ныне в репертуаре театра присутствуют лучшие образцы эстонской и мировой драматургии, а также спектакли для детей и взрослых.
С 2004 года театр находится под патронажем Министерства культуры Эстонии (эст.).